# حارة العقبة (صنعاء)

تعديل مصدري - تعديل

العقبة هي إحدى حارات حي القابل بمدينة الروضة شمال العاصمة اليمنية "صنعاء"، بلغ تعداد سكانها 503 نسمة حسب تعداد اليمن لعام 2004.